# Maury Klein
Maury Klein (* 14. März 1939 in Memphis (Tennessee)), eigentlich Maurice Nickell Klein, ist ein US-amerikanischer Historiker und Autor von Büchern zur amerikanischen Geschichte des 19. Jahrhunderts und zur amerikanischen Eisenbahngeschichte.

## Leben
Maury Klein war der Sohn eines aus Polen eingewanderten Juden und der Tochter eines Arztes aus Louisville (Kentucky). Während seiner Kindheit zog die Familie mehrfach um. Seine Schulausbildung schloss er schließlich 1956 an der East Denver High School ab. Das Studium auf dem Knox College beendete er 1960 mit einem Bachelor of Arts. Anschließend studierte er Geschichte an der Emory University in Atlanta. Seine Dissertation schrieb er über Edward Porter Alexander. Ab 1964 war er an der University of Rhode Island als Dozent für Geschichte tätig. 1973 wurde er zum Professor ernannt. 2008 ging er in den Ruhestand.
Klein begann bereits im Alter von 18 Jahren mit einer schriftstellerischen Tätigkeit. Da er sich jedoch ein Leben als freiberuflicher Schriftsteller nicht vorstellen konnte, schlug er die akademische Laufbahn ein. Er hoffte dadurch, sich seine schriftstellerische Karriere finanzieren zu können. Sein erstes Buch über die Eisenbahn entstand auf der Grundlage seines Stipendiums durch die Newcomen Fellowship an der Harvard Business School 1967.
Für seine Bücher über die Eisenbahnmagnaten Jay Gould und E. H. Harriman sowie über die industrielle Revolution in Amerika im 19. Jahrhundert wurde er für den Pulitzer-Preis nominiert. Außerdem war er der erste Autor, der zweimal die Auszeichnung Outstanding Book Award der Railway and Locomotive Historical Society erhielt.
Der in Narragansett lebende Klein wirkte außerdem als Schauspieler im Theaterensemble der University of Rhode Island mit und unterstützte die Tätigkeit des Theaters Trinity Repertory Company. An der Universität hatte er außerdem einige Jahre lang Leitungspositionen inne.

## Werke
Neben seiner bisher dreizehn veröffentlichten Büchern hat er mehrere Aufsätze für Fachzeitschriften und andere Publikationen verfasst.
- 1970: The Great Richmond Terminal
- 1971: Edward Porter Alexander
- 1972: A History of the Louisville & Nashville Railroad
- 1976: Prisoners of Progress: American Industrial Cities, 1850–1920 (zusammen mit Harvey A. Kantor)
- 1986: The Life and Legend of Jay Gould (nominiert für den Pulitzer-Preis; Outstanding Book Award der Railway and Locomotive Historical Society)
- 1987: Union Pacific: The Birth, 1862–1893 (Outstanding Book Award der Railway & Locomotive Historical Society)
- 1990: Union Pacific: The Rebirth, 1894–1969
- 1993: The Flowering of the Third America (nominiert für den Pulitzer-Preis)
- 1994: Unfinished Business: The Railroad in American Life
- 1997: Days of Defiance: Secession, Slavery, and the Civil War
- 2000: The Life and Legend of E. H. Harriman (nominiert für den Pulitzer-Preis)
- 2001: Rainbow’s End: The Crash of 1929
- 2003: The Change Makers
- 2007: The Genesis of Industrial America, 1870–1920
- 2008: The Power Makers
- 2011: Union Pacific: The Reconfiguration, America's Greatest Railroad from 1969 to the Present
- 2013: A Call to Arms: Mobilizing America for World War II
- 2016: Stealing Games: The Amazing 1911 New York Giants and Their World